# Koháry András József
Csábrághi és szitnyai gróf Koháry András József (Csábrág, 1694. november 30. – Szentantal, 1757. december 21.) lovassági tábornok, főispán, nagybirtokos.

## Élete
Koháry Farkas és Maria Luisa von Rechberg grófnő negyedik gyermeke. Tanulmányai befejeztével 1715-ben katonai pályára lépett, ahol gyorsan emelkedett a rendfokozatokban. 1730-tól ezredes, 1736-tól vezérőrnagy, 1741-től altábornagy, 1748-tól lovassági tábornok. 1733-ban saját dragonyosezredet állított fel saját költségén (161 120 forintért) 1742-ben saját jobbágyaiból  162 000 forintért saját gyalogosezredet hozott létre. Mária Terézia királynő ezredei parancsnokává nevezte őt ki. Nagybátyja Koháry István halála után 1731-ben kinevezték Hont vármegye főispánjává.  Sokat adakozott katonai célokra, jótékonyságra, kórházakra és egyéb közhasznú célokra. Több uradalmat is megszerzett, a csábrági és szitnyai uradalmon kívül övé volt a murányi, a balogvári, a füleki uradalom és néhány alsó-ausztriai birtok, köztük Ebenthal, ahol 1732-33-ban reprezentatív rezidenciát építtetett. 1736-ban uradalmaira pallosjogot is nyert. 1744-ben ő építtette a család szentantali kastélyát.

## Családja
1720-ban feleségül vette Margareta Therese Thavonath von Thavon bárónőt, aki hét gyermeket szült neki:
- Miklós (1721-1769)
- Ignác József Antal Ferenc Xavér (1726-1777)
- Antal (?-1758)
- Mária (?) férje: gróf Erdődy Károly
- Mária Terézia (?)
- Karolina (?) férje: gróf Mittrowsky-Mitrowic József
- János (1733-1800)